# Je reste
Pour l’article homonyme, voir Je reste !.
Singles de Amel Bent
Cette idée-là
(2010) Délit
(2012)
Je reste est le premier extrait de l'album Délit mineur de la chanteuse Amel Bent sorti en novembre 2011..
Écrit et composé par Benoit Poher, le chanteur du groupe Kyo, Je reste est une ballade aux accents pop, qui rappelle les productions de Ryan Tedder, qui a notamment travaillé pour Beyoncé, Leona Lewis ou B.o.B.

## Clip vidéo
Le clip est sorti le 8 novembre 2011, il est réalisé par Karim Ouaret. Amel partage l'affiche avec l'acteur Karl E. Landler qui joue le rôle de son petit-ami.

## Classement
| Classement (2011-2012)          | Meilleure position |
| ------------------------------- | ------------------ |
| Belgique (Wallonie Ultratip 50) | 1                  |
| France (SNEP)                   | 29                 |
| France (SNEP Téléchargement)    | 30                 |